# 無頼 殺せ
『無頼 殺せ』（ぶらい ばらせ）は、1969年3月15日に公開された日本の映画。製作は日活。無頼シリーズ第6作。

## あらすじ
入江崎一家子分と東友会の縄張争いで不穏な空気が流れる工業都市に五郎はやって来た。五郎は争いに巻き込まれていた弓子と入江崎の子分を助け、代貸の守山と再開した。

## キャスト
- 藤川五郎：渡哲也
- 浅野弓子：松原智恵子
- 宇野勲：和田浩治
- 剣持儀市：須賀不二男
- 花井鉄次：郷鍈治
- 平川隆松：今井健二
- 沖津元弘：睦五朗
- 加世田長次：近藤宏
- 東谷早苗：高樹蓉子（新人）
- 石田良吉：天坊準
- 新宮：加原武門
- マネージャー：久遠利三
- 三浦建材社員：宮原徳平
- 刺客のリーダー：榎木兵衛
- 大俣国夫：武藤章生
- 竹下勇：市村博
- 平和観光支配人：八代康二
- 入江崎一家子分：亀山靖博
- 木田孝：吉田昌史
- 梶井満：晴海勇三
- 松本清治：長浜鉄平
- 東友会組員：高橋明、田畑善彦、中平哲仟
- 刺客：溝口拳
- デパートの客：浜口竜哉
- ：園田健夫
- 入江崎一家子分：沢美鶴
- 刺客：本目雅昭
- クラブのマネージャー：白井鋭
- 東友会組員：岩手征四郎
- 入江崎一家子分：北上忠行、熱海弘到、矢藤昌宏
- 東友会組員：水川国也、式田賢一、大前田武、有村道宏、大浜詩郎
- 入江崎一家子分：賀川修嗣
- 東友会組員：榊功
- 入江崎一家子分：青木敏夫
- 東友会組員：小島克己
- デパートの客：橘田良江
- クラブのバンド：内田裕也とザ・フラワーズ
- クラブの歌手：麻生レミ
- 刺青：河野弘
- 技斗：渡井嘉久雄
- 守山健：江原真二郎
- 守山美奈子：野添ひとみ
- 松永政光：水島道太郎

## スタッフ
- 監督：小澤啓一
- 脚本：池上金男、永原秀一
- 企画：岩井金男
- 原作：藤田五郎（或る暴力団幹部のドキュメント「無頼」南北刊著)
- 音楽：坂田晃一

## 同時上映
『代紋 男で死にたい』
- 脚本：星川清司 / 監督：松尾昭典 / 主演：高橋英樹

## 映像ソフト
1987年9月25日に日活からこの作品のビデオソフトが発売された（規格：VHS、廃盤）。